# Pendulum
Pendulum é uma banda australiana de drum and bass e rock eletrônico formada em 2002 na cidade de Perth. A banda foi fundada por Rob Swire, Gareth McGrillen e Paul Harding inicialmente como um trio. Posteriormente em 2007 adotou a formação de uma banda com as entradas de Paul Kodish como baterista e Peredur ap Gwynedd como guitarrista e Ben Verse como MC.

## História

### Hold Your Colour (2004-2007)
Depois de lançar singles como Spiral / Ulterior Motive e muitas faixas a serem incluídas no seu próximo lançamento, Pendulum lançou seu primeiro álbum, Hold Your Colour em 2005. Notavelmente, o álbum conseguiu se tornar um dos álbuns mais populares de drum n' bass já vendidos.  O álbum vendeu 225 mil cópias só no Reino Unido. Ele entrou no top 40 da parada de álbuns do Reino Unido , pela primeira vez em 25 de maio de 2008, atingindo um máximo de No.29 em 16 de agosto. O design da capa do álbum foi feito por Vince Peersman de www.foldesign.com, um dos mais proeminentes artistas gráficos para álbuns de Drum and Bass.

### In Silico (2007-2009)
Seu segundo álbum, In Silico, foi lançado em maio de 2008. Este lançamento viu primeiro desvio da banda do gênero drum and bass e características de punk rock e hardcore foram incorporadas. O segundo single do álbum, "Propane Nightmares", chegou à posição No.9 no UK Singles Chart e conduziu a banda ao sucesso internacional. Em 2008, em apoio do álbum, Pendulum tocou em inúmeros festivais de música europeus e realizou sua primeira turnê pela América do Norte. No final do ano, a banda filmou um DVD ao vivo, em 4 e 5 de Dezembro de 2008, na Brixton Academy. Isso foi mais tarde lançado em junho de 2009.

### Immersion (2009-2011)
Pendulum novamente excursionou pela Europa em 2009. Durante essa turnê, eles anunciaram que estavam trabalhando em seu terceiro álbum de estúdio, Immersion. Foi anunciado em dezembro de 2009 que Pendulum seria turnê para seu novo álbum em maio de 2010. A data de lançamento do álbum foi anunciado para ser algum dia de maio, durante a festa de pré-visualização ao vivo em Matéria, e foi então anunciado para ser lançado em 24 de maio. O primeiro single Watercolour foi lançado em 01 de maio de 2010 no (iTunes), 2 de maio de 2010 (digital) e 03 maio de 2010 (CD e vinil). O Segundo single se chama Witchcraft, lançado 18 jul 2010 (digital), 19 de julho de 2010 (CD), 15 de novembro de 2010 (vinil).

### Progressão e Hiato (2011-2012)

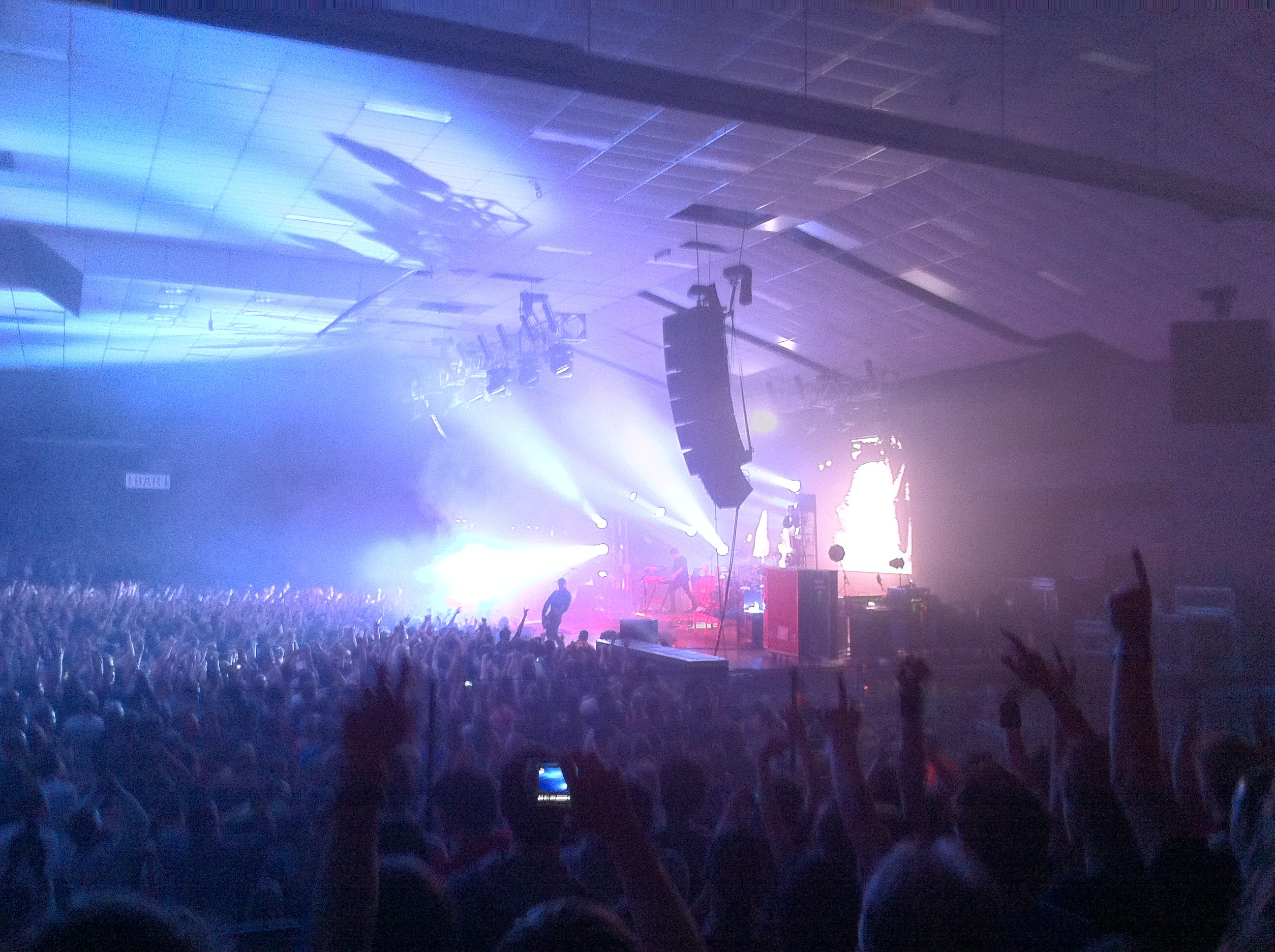
Live, Melbourne 2010

Em 26 de Outubro, Rob Swire anunciou em seu twitter que um novo projeto está em andamento. Este novo álbum está previsto para ser fortemente influenciado pelo punk, o próximo álbum é esperado para ser um afastamento significativo do uso do Drum and Bass, para um ritmo mais rápido em forma de punk rock, e um andamento mais lento, na forma de Dubstep. Em 3 de janeiro de 2012, Pendulum anunciou via Twitter que eles teriam um hiato de turnês, ao agradecer seus fãs pelos últimos anos. Eles passaram a afirmar que poderiam criar um novo álbum em 2013. Swire declarou em seu Twitter pessoal que Pendulum está em hiato, como Knife Party é agora o seu projeto principal.
Em 16 de junho de 2012, Rob Swire anunciou via Twitter que não havia planos para um novo álbum em 2013, apesar de não haver shows previstos no futuro próximo de acordo com a banda.

### Knife Party
Em 2012, Rob Swire e Gareth McGrillen anunciaram em várias entrevistas e no Twitter de que um projeto chamado Knife Party tinha sido criado. O projeto paralelo não está ligado de qualquer forma a Pendulum e será composto de Electro House, Dubstep e gêneros de outros clubes, tratando-se agora do principal trabalho da dupla.

### O Retorno (2016)
No dia 16 de Dezembro de 2015 através de sua página oficial no facebook é anunciando, Pendulum está de volta em 2016. E assim no dia 20 de Março de 2016 foram Headliners e responsáveis por finalizar triunfalmente o Ultra Music Festival Miami. Agora nos resta aguardar o anúncio para uma nova turnê. Em 2018 a banda lançou o album "The Reworks" um compilado de remixes de suas principais faixas, o album ficou marcado pelo sucesso do remix de  The Island - Part. I (Dawn) feito por Skrillex. 

## Integrantes

### Formação atual
- Rob Swire – vocal, sintetizador, DJ(Nas apresentações como "Pendulum Trinity")
- Gareth McGrillen – turntables, baixo, vocal, DJ(Nas apresentações como "Pendulum Trinity")
- Peredur "Perry" ap Gwynedd – guitarra
- Paul "El Hornet" Harding – turntables, DJ(Nas apresentações como "DJ Set" e "Pendulum Trinity")
- Kevin "KJ" Sawka – bateria, percussão

### Ex-membros
- Paul Kodish – bateria, percussão
- Ben "The Verse" Mount – MC

## Discografia
Álbuns de estúdio
- 2005: Hold Your Colour – Breakbeat Kaos
- 2008: In Silico – Warner Music/Atlantic Records
- 2010: Immersion - Warner Music
- 2018: The Reworks - EarStorm

Compilações
- 2004: Jungle Sound – the Bassline Strikes Back! – Breakbeat Kaos

Álbuns ao vivo
- 2009: Live at Brixton Academy – Warner Music, Ear Storm